# Picar
Picar je obec v okresu Gjirokastër, kraji Gjirokastër, jižní Albánii.